# Warnow (bei Grevesmühlen)
Warnow ist ein Ort, am Santower See gelegen und der Name einer Gemeinde im Norden des Landkreises Nordwestmecklenburg in Mecklenburg-Vorpommern (Deutschland). Sie wird vom Amt Grevesmühlen-Land mit Sitz in der Stadt Grevesmühlen, die eine Verwaltungsgemeinschaft mit dem Amt bildet, verwaltet.

## Geografie
Die Gemeinde Warnow reicht vom Santower See am nördlichen Stadtrand von Grevesmühlen über den östlichen Teil des Klützer Winkels bis auf wenige Kilometer an die Ostseeküste (Wohlenberger Wiek) heran. Die Hansestadt Wismar ist etwa 23 Kilometer von Warnow entfernt. Das Gebiet liegt im zukünftigen Landschaftsschutzgebiet Nordwestmecklenburgisches Hügelland, mit 51 m ü. NN wird bei Thorstorf die größte Höhe erreicht.
Umgeben wird Warnow von den Nachbargemeinden Klütz im Norden, Hohenkirchen im Osten, Grevesmühlen im Süden sowie Damshagen im Westen.
Zu Warnow gehören heute auch die vormals selbständigen Dörfer Bössow, Gantenbeck, Großenhof, Thorstorf und Warnow als Ortsteile.

## Geschichte
Warnow hatte 1890 insgesamt 387 Bewohner, die in 58 Häusern wohnten. Diese gehörten zu 14 Erbpachthöfen, 19 Büdnereien und 17 Häuslern.
Bössow wurde erstmals 1230 urkundlich erwähnt. Der altslawische Name Bvrissowe, Borsowe, Bossaw kommt von borǔ (Kampf). Die Dorfkirche Bössow stammt aus der ersten Hälfte des 14. Jahrhunderts. 1890 hatte der Ort 101 Einwohner in 18 Wohnhäusern.
Gantenbeck: hier lebten 1890 53 Menschen in vier Häusern.
Großenhof: Das Gut gehörte der weitverzweigten Familie von Plessen, die auch das nahegelegene Gut Damshagen besaß. In dem 1660 auf den Ruinen einer Ritterburg errichteten Herrenhaus Großenhof war nach 1945 eine Jugendherberge untergebracht.
Thorstorf wurde 1279 erwähnt. Der Ortsname ist slawischen Ursprunges und bedeutet so viel wie Krähenort. Im 16. Jahrhundert war es Sitz eines Zweiges der Familie von Bassewitz. Später wurde es Domäne; das sanierte Gutshaus stammt aus dem 18. Jahrhundert. Thorstorf hatte 1890 70 Einwohner in fünf Häusern.

## Politik

### Gemeindevertretung und Bürgermeister
Der Gemeinderat besteht (inkl. Bürgermeister) aus acht Mitgliedern. Die Wahl zum Gemeinderat am 26. Mai 2019 hatte als Ergebnis, dass alle acht Sitze an die Wählergemeinschaft der Gemeinde Warnow gingen (93,92 %).
Bürgermeister der Gemeinde ist Lothar Kacprzyk, er wurde mit 80,71 % der Stimmen gewählt.

### Dienstsiegel
Die Gemeinde verfügt über kein amtlich genehmigtes Hoheitszeichen, weder Wappen noch Flagge. Als Dienstsiegel wird das kleine Landessiegel mit dem Wappenbild des Landesteils Mecklenburg geführt. Es zeigt einen hersehenden Stierkopf mit abgerissenem Halsfell und Krone und der Umschrift „GEMEINDE WARNOW • LANDKREIS NORDWESTMECKLENBURG“.

## Sehenswürdigkeiten

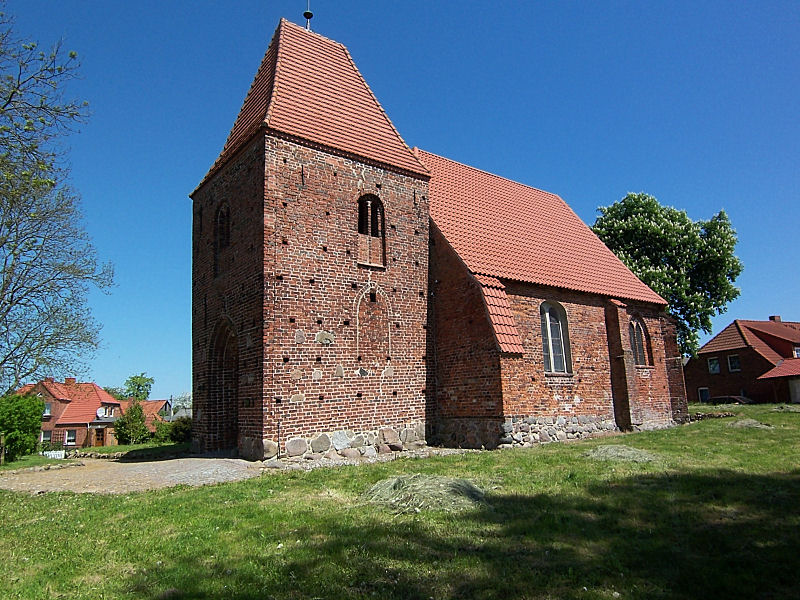
Dorfkirche Bössow

- Backsteingotische Dorfkirche Bössow aus dem 14. Jahrhundert; Kirchenschiff und Westturm mit Walmdach; Altarfenstern von 1396.
- Herrenhaus Großenhof von 1660: Fachwerkbau auf den Überresten einer Wasserburg; mehrfache Umbauten, teilerhaltener Burggraben.
- Gutshaus Thorstorf aus dem 18. Jahrhundert; heute Ferienwohnungen

## Verkehrsanbindung
In der nahen Stadt Grevesmühlen bestehen Anschlüsse an das Bundesstraßen- und Autobahnnetz sowie Bahnanschlüsse (A 20 Lübeck – Rostock, B 105 und parallele Bahnstrecke Lübeck–Bad Kleinen).

## Persönlichkeiten
- Johann Joachim Susemihl (1756–1797), evangelisch-lutherischer Geistlicher, wurde in Bössow geboren
- Carl Friedrich Strempel (1800–1872), Augenarzt und Hochschullehrer in Rostock, wurde in Bössow geboren